# Kumycy

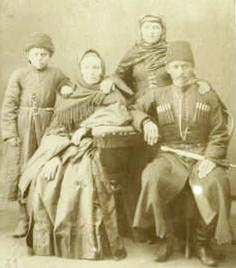
Rodzina kumycka

Kumycy, Kumykowie – grupa etniczna zamieszkująca Kaukaz Północny, a zwłaszcza nizinną część Dagestanu. Posługują się językiem kumyckim, należącym do języków tureckich.
W XVI–XVII w. przyjęli islam sunnicki. Przed przyłączeniem do Rosji w 1867 r. tworzyli księstwo tarkowskie.
Pod koniec lat 90. ich liczebność szacowana była na 200–280 tys.